# Camillina galapagoensis
Espèce
Synonymes
- Prosthesima galapagoensis Banks, 1902

Camillina galapagoensis est une espèce d'araignées aranéomorphes de la famille des Gnaphosidae.

## Distribution
Cette espèce est endémique des îles Galápagos.

## Description
La femelle holotype mesure 5 mm.

## Étymologie
Son nom d'espèce, composé de galapago[s] et du suffixe latin -ensis, « qui vit dans, qui habite », lui a été donné en référence au lieu de sa découverte, les îles Galápagos.

## Publication originale
- Banks, 1902 : Papers from the Hopkins Stanford Galapagos Expedition; 1898-1899. VII. Entomological Results (6). Arachnida. With field notes by Robert E. Snodgrass. Proceedings of the Washington Academy of Science, vol. 4, p. 49-86 (texte intégral).